# Grumman Gulfstream II
Gulfstream II (G-II) — американский бизнес-самолёт с двумя двигателями, разработанный и созданный Grumman, затем Grumman American и, наконец, Gulfstream American. Номер модели Grumman — G-1159, а военное обозначение США — C-11 Gulfstream II. На смену ему пришёл Gulfstream III. Первый Gulfstream II вылетел 2 октября 1966 года.

## Технические характеристики
Данные из Jane's Aircraft Upgrades 2008–2009, 2008, Jane's Information Group Limited, стр. 420-421

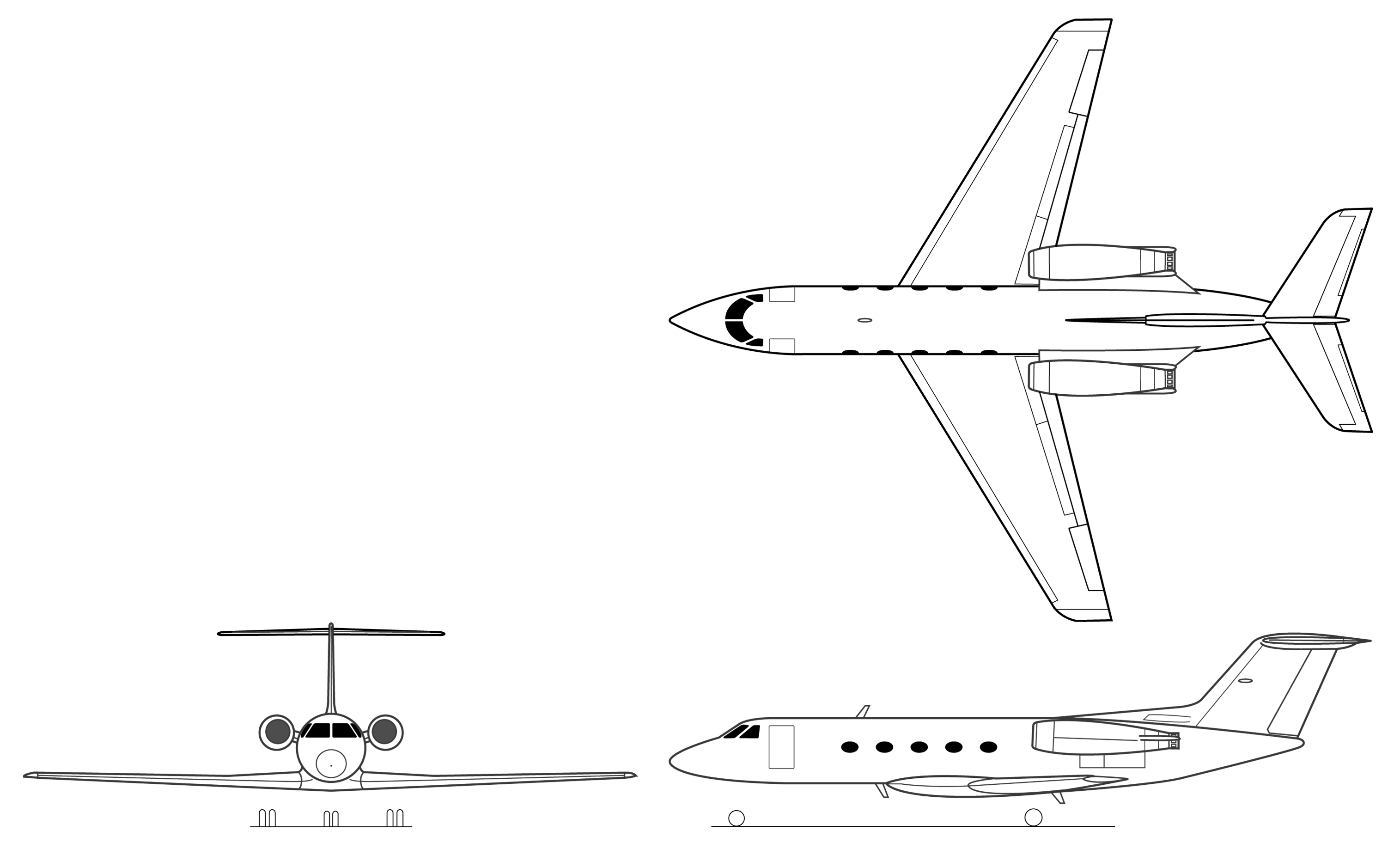

### Общие характеристики
- Экипаж: 2
- Вместимость (кол-во пассажиров): 19 (максимум)
- Длина: 79 футов 11 дюймов (24,36 м)
- Размах крыльев: 68 футов 10 дюймов (20,98 м)
- Высота: 24 фута 6 дюймов (7,47 м)
- Площадь крыла: 809.6 фут2 (75,21 м2)
- Масса пустого самолёта: 36544 фунтов (16576 кг)
- Максимальная взлётная масса: 65500 фунтов (29711 кг)
- Силовая установка: 2 х Rolls-Royce Spey 511-8, 11 400 фунтов (51 кН) на каждую единицу

### Лётные характеристики
- Максимальная скорость: 581 миль в час (936 км/ч)
- Максимальная скорость: 0,85 M
- Круизная скорость: 483 миль в час (778 км/ч)
- Дальность полёта: 4123 мили (6635 км)
- Максимальная высота полёта: 45000 футов (13715 м)

## Варианты

#### Gulfstream II (G-1159)
Двухмоторный, административный, корпоративный транспортный самолёт вместимостью до 14 пассажиров, оснащённый двумя турбовентиляторными двигателями Rolls-Royce Spey RB.168 Mk 511-8. Получил сертификат типа FAA A12EA 19 октября 1967 года.

#### Gulfstream II ТТ
Версия с модифицированными топливными баками, увеличена дальность полёта. Сертификат FAA подтвержден 13 мая 1977 года.

#### Gulfstream IIB (G-1159B)
Модифицированная версия с более широкими крыльями и оборудованием от Gulfstream III, максимальная взлётная масса увеличена до 68 200 фунтов - 69 700 фунтов. Сертификат FAA подтвержден 17 сентября 1981 года.

#### Gulfstream II SP
Самолёт модифицирован добавлением винглетов от Aviation Partners, что позволило сократить расход топлива на 7 %. FAA сертифицирована по STC ST00080SE 22 апреля 1994 года.

#### VC-11A
VIP транспортная версия для береговой охраны США. Построена одна единица.

## Эксплуатанты

### Вооружённые силы
Габон
- Вооружённые силы Габона

 Ливия
- Военно-воздушные силы Ливии

 Марокко
- Королевские военно-воздушные силы Марокко

 Нигерия
- Военно-воздушные силы Нигерии

 Оман
 Панама
 Венесуэла
 Соединённые Штаты Америки
- NASA
- Армия США
- Береговая охрана США

### Гражданские
Самолёт эксплуатируется частными лицами, компаниями, неправительственными организациями и административными чартерными авиакомпаниями. Ряд компаний также используют самолёты в рамках программ долевого владения.

## Аварии и катастрофы
- 3 мая 1982 - Gulfstream II от правительства Алжира был сбит истребителем в приграничной зоне Ирака, Ирана и Турции. Все 15 человек на борту, включая министра иностранных дел Алжира Мохамеда Седдика Беняхию, были убиты.
- Апрель 1983 года. Ипподром Маллоу в Ирландии стал аварийным аэродромом, когда мексиканский административный самолёт Gulfstream II совершил предупредительную посадку. Была проложена временная взлетно-посадочная полоса длиной около 3000 футов, чтобы самолет мог вылететь через пять недель в мае.
- 19 января 1990 года в Национальном аэропорту Литл-Рок, штат Арканзас, произошёл несчастный случай, когда Gulfstream II зажёг указатели поворота и упал недалеко от взлетно-посадочной полосы, пытаясь приземлиться в штормовую погоду. Он перевозил сотрудников дочерней компании Eastman Kodak Company. Все 7 человек на борту, включая 2 пилотов, погибли.
- 3 мая 1995 - Gulfstream II, используемый American Jet, прибывающий из Буэнос-Айреса через Ла-Пас, выбрал неправильную частоту VOR во время ночного захода на посадку в Кито; самолет пролетел на 19 км дальше на юг, чем следовало, разбившись об вулкан Синколагуа на высоте 4900 м. Все семь человек погибли. На борту находились ряд важных нефтяных руководителей из Аргентины и Чили, которые летели на встречу в Кито. Среди погибших был генеральный директор аргентинской YPF и президент Хосе Эстенссоро, который руководил мерами по приватизации при Карлосе Менеме; Хуан Педральс Гили, генеральный директор чилийского ENAP, уроженец Испании, а также Манфред Хехт Миттерштайнер, руководитель производства в международном филиале ENAP Sipetrol.